# Internationale Akademie für Zytologie
Die Internationale Akademie für Zytologie (engl. International Academy of Cytology, IAC) ist eine wissenschaftliche, gemeinnützige Fachgesellschaft für klinische Zytologie und Zytotechnologie mit Sitz in Edegem, Belgien.
Sie wurde 1957 in Brüssel gegründet, ihr erster Vorsitzender war der deutsche Gynäkologe Hans-Klaus Zinser. Der Vorsitzende ist (Stand 2023) Fernando Schmitt.
Offizielles Organ ist die Acta Cytologica, verlegt von Karger. 
Die IAC ist der größte internationale Dachverband von über 50 nationalen Verbänden, unter anderen der Deutschen Gesellschaft für Zytologie, der Österreichischen Gesellschaft für Zytologie und der Schweizerischen Gesellschaft für Zytologie. Seit 1961 vergibt der Verband jährlich den Maurice Goldblatt Cytology Award für hervorragende Arbeiten auf dem Gebiet der Zytologie. 

## Vereinheitlichung der Krebstumor-Nomenklatur
Der Zytologie kommt eine Schlüsselrolle zu in der internationalen Vereinheitlichung der Krebstumor-Nomenklatur. Bisher verlegte die IAC zusammen mit der Internationalen Agentur für Krebsforschung (IARC), einem Arm der WHO, zwei Fachbücher, weitere folgen voraussichtlich 2024:
1. WHO Reporting System for Lung Cytopathology (Lunge), IAC-IARC-WHO Cytopathology Reporting Systems, 1st Edition, Volume 1
2. WHO Reporting System for Pancreaticobiliary Cytopathology (Bauchspeicheldrüse und Galle), IAC-IARC-WHO Cytopathology Reporting Systems, 1st Edition, Volume 2

## Ziele
- Internationale Förderung der Zusammenarbeit klinischer Zytopathologen und Zytotechnologen
- Internationaler Wissensaustausch in ihrem Fachgebiet
- Schaffung einer standardisierten, internationalen zytologischen Terminologie zusammen mit der WHO
- Fortbildung und Entwicklung in der Zytologie durch Prüfungen, Webinare und Tutorials
- Förderung der Forschung im Fachgebiet